# کنتا هامانو
کنتا هامانو (انگلیسی: Kenta Hamano؛ زادهٔ ۵ اوت ۱۹۸۱) موسیقی‌دان، آهنگساز و بازیگر اهل ژاپن است.
از فیلم‌هایی که وی در آن نقش داشته است، می‌توان به ایه‌یاسو، چه خواهی کرد؟، ایداتن، سگودون و سامورایی آشپز اشاره کرد.